# 于尔根斯托夫
于尔根斯托夫（德語：Jürgenstorf）是德国梅克伦堡-前波美拉尼亚州的市镇，隶属于梅克伦堡湖区县。总面积为22.37平方千米，截至2023年12月31日总人口为929人。